# Michael Sata
Michael Chilufya Sata (Mpika, 6 juli 1937 – Londen, 28 oktober 2014) was de president van Zambia van 2011 tot 2014.

## Loopbaan
Voordat Sata in 1963 de politiek inging, werkte hij bij de politie, spoorwegen en bij de vakbond. In 1963 werd hij lid van de UNIP. Namens die partij werd hij in 1985 gouverneur van Lusaka.
In 2001, 2006 en 2008 was Sata presidentskandidaat, maar verloor hij steeds, de laatste keer nipt. In september 2011 lukte het Sata wel om de presidentsverkiezingen in Zambia te winnen. Sata behaalde 43% van de stemmen, waarmee hij zittend president Rupiah Banda, die 36,1 procent van de stemmen haalde, ruim achter zich liet.

## Beleid
Sata stond bekend om zijn anti-Chinese retoriek. Hij beschuldigde Chinese investeerders, die de laatste jaren voor miljarden hebben geïnvesteerd in de Zambiaanse economie, Zambianen als slaven te behandelen. Vlak na zijn inauguratie stelde Sata voorwaarden aan Chinese investeerders: "Ik verwelkom de investeringen van Chinese bedrijven, maar alleen als ze zich aan de wet houden." In februari 2013 werden de Collum Coal Mining Industries van concessiehouder Xu Jianxue door de regering-Sata onteigend. Het bedrijf zou al jarenlang de milieu- en veiligheidsvoorschriften overtreden en de productiecijfers vervalsen.
Sata overleed in een ziekenhuis in Londen op 77-jarige leeftijd.
Kenneth Kaunda · Frederick Chiluba · Levy Mwanawasa · Rupiah Banda · Michael Sata · Guy Scott (waarnemend)  · Edgar Lungu · Hakainde Hichilema